# Continuationes
Die Continuationes (lateinisch für „Fortsetzungen“) bilden die Fortsetzungen der sogenannten Fredegar-Chronik. Sie wurden im Merowingerreich des 8. Jahrhunderts geschrieben und umfassen 54 Kapitel. Zeitlich reichen sie bis 768, dem Todesjahr Pippins des Jüngeren, und enden mit der Königskrönung Karls des Großen und seines Bruders Karlmann. Als Quelle gelten u. a. der Liber Historiae Francorum (Kapitel 43–53) sowie mündliche Überlieferungen. Im Mittelpunkt stehen vor allem die Taten der frühen Karolinger. 
Als Verfasser gelten zwei Schreiber, welche im Auftrag des dux Childebrand und seines Sohnes Nibelung die Chronik verfassten (vgl. Cont. 34), welche wiederum Verwandte der frühen Karolinger gewesen waren: Childebrand war ein Halbbruder Karl Martells und somit ein Onkel Pippins des Jüngeren. Aufgrund der Auftragsarbeit und des Inhalts – so werden bestimmte Ereignisse, die für die Karolinger eher unangenehm waren, wie der sogenannte „Staatsstreich Grimoalds“ schlicht unterschlagen – kann man durchaus von einer karolingischen Hauschronik sprechen.

## Ausgaben
- Bruno Krusch (Hrsg.): Scriptores rerum Merovingicarum 2: Fredegarii et aliorum Chronica. Vitae sanctorum. Hannover 1888, S. 1–193 (Monumenta Germaniae Historica, Digitalisat)
- Herbert Haupt (Übers.): Chronicarum quae dicuntur Fredegarii continuationes. Die Fortsetzungen der Chroniken des sogenannten Fredegar. In: Andreas Kusternig, Herbert Haupt (Hrsg.): Quellen zur Geschichte des 7. und 8. Jahrhunderts (Ausgewählte Quellen zur deutschen Geschichte des Mittelalters 4a). Darmstadt 1982, S. 272ff.

## Sekundärliteratur
- Georg Scheibelreiter: Vom Mythos zur Geschichte. Überlegungen zu den Formen der Bewahrung von Vergangenheit im Frühmittelalter. In: Historiographie im frühen Mittelalter. Hrsg. von Anton Scharer, Georg Scheibelreiter. Wien-München 1994, S. 26–41.
- John M. Wallace-Hadrill: The Long Haired Kings and Other Studies in Frankish History. New York 1962.